# 小樽ヴィラ・マウンテングユースホステル
小樽ヴィラ・マウンテングユースホステルは、日本ユースホステル協会に加盟していた北海道のユースホステル。

## 概要
小樽天狗山スキー場のロープウエイ山麓駅の至近に立地する。2003年3月31日まで開館していた『ユースホステル小樽天狗山』を経営していた会社が2001年12月20日付で開設したものである。2016年6月15日付を以って日本ユースホステル協会との契約を終了した。以後は宿泊施設『ヴィラマウンテング』として営業を続けている。

## 設備
以下は閉館時の状況。
- 余裕があれば一室利用可
- ゲストルームあり
- 館内に無線LANあり
- 朝の浴室およびシャワー利用可
- 周辺にハイキングコースあり
- 周辺で野鳥観察可
- 周辺にスキー場あり
- 周辺にテニス場やグラウンドあり
- 周辺に温泉あり
- 駐輪場あり
- 駐車場あり
- 乾燥機あり
- 全館禁煙

## 周辺情報
- 小樽天狗山スキー場

## アクセス
- JR北海道函館本線小樽駅から北海道中央バス（おたもい営業所）天狗山ロープウェイ行きに乗車15分「天狗山ロープウェイ」バス停下車、徒歩すぐ。